# Instituto de Investigaciones Filosóficas
El Instituto de Investigaciones Filosóficas] (IIFs) es un instituto de investigación adscrito a la Coordinación de Humanidades de la Universidad Nacional Autónoma de México. Se encuentra ubicado en la Ciudad Universitaria de la UNAM. La misión del IIFs consiste en producir conocimiento original en filosofía, formar y actualizar a profesores e investigadores en filosofía y difundir el conocimiento filosófico.

## Historia
El originalmente llamado 'Centro de Estudios Filosóficos de la Facultad de Filosofía y Letras', fue fundado en el mes de agosto de 1940 por el Dr. Eduardo García Máynez, poco después de haber sido electo Director del Plantel de Mascarones ('Casa de los Mascarones', con domicilio en la Calz. México-Tacuba). En un convivió de profesores, al que asistieron José Romano Muñoz, Samuel Ramos, Adolfo Menéndez Samará, José Gaos, Juan Roura-Parella, Joaquín Xirau, Rubén Landa, Joaquín Álvarez Pastor, entre otros, se acordó buscar un editor para que publicara el resultado de las investigaciones del 'Centro'. De esta forma, el 'Boletín Bibliográfico del Centro de Estudios Filosóficos de la Facultad de Filosofía y Letras' empezó a publicarse en octubre de 1940, con el siguiente texto en su primera página: "El presente Boletín es la primera publicación del Centro de Estudios Filosóficos de la Facultad de Filosofía y Letras. La finalidad esencial del Centro consiste, como su nombre lo indica, en cultivar y fomentar el estudio de las disciplinas filosóficas, dentro y fuera de la Universidad de México. Para el logro de este propósito, organizará periódicamente pláticas, cursos y conferencias y publicará los trabajos de sus socios, las actas de las discusiones y una serie de textos clásicos de filosofía."
El 20 de abril de 1945, el Centro empezó a funcionar en forma independiente, bajo la dirección del Dr. Eduardo García-Máynez, después de haber sido electo Director por la Honorable Junta de Gobierno de la UNAM. En 1954 el Centro se trasladó al cuarto piso de la Torre I de Humanidades en la Ciudad Universitaria. El 15 de diciembre de 1967 el Consejo Universitario aprobó la modificación del Estatuto General de la Universidad para reconocer al 'Centro" como el Instituto de Investigaciones Filosóficas. En 1988 el IIFs se trasladó a su sede actual, en la zona de investigación en humanidades.

## Directores
La Dirección del IIFs ha sido ocupada por los siguientes académicos: Eduardo García-Máynez de 1940 a 1965; Fernando Salmerón Roiz de 1966 a 1978; Hugo Margáin Charles en 1978; Enrique Villanueva Villanueva de 1978 a 1985; León Olivé Morett de 1985 a 1993; Olga Elizabeth Hansberg Torres de 1993 a 2000; Paulette Dieterlen de 2000 a 2004, Guillermo Hurtado de 2004 a 2012 y Pedro Stepanenko Gutiérrez de 2012 a 2020. Actualmente el IIFs es dirigido por el Dr. Juan Antonio Cruz Parcero.

## Áreas de investigación
En dicho recinto se cultivan trece áreas de investigación:
- Epistemología
- Estética
- Ética
- Filosofía de la ciencia
- Filosofía de la mente
- Filosofía de la religión
- Filosofía del derecho
- Filosofía del lenguaje
- Filosofía en México
- Filosofía política
- Historia de la filosofía
- Lógica
- Metafísica

Las corrientes filosóficas en las cuales se realiza investigación en estas áreas son variadas, predominando la tradición angloamericana. Sin embargo, lo que caracteriza la investigación filosófica en el Instituto es el ideal de hacer una filosofía pluralista, argumentada, rigurosa, clara y sistemática.
Actualmente el IIF cuenta con varios seminarios de investigación, por ejemplo, el de Historia de la Filosofía fundado por los doctores José A. Robles (1938-2014) y Laura Benítez Grobet. Así como el seminario de filosofía antigua coordinado por el Dr. Ricardo Salles.

## Formación de investigadores propios
Un importante número de investigadores del Instituto ha realizado sus estudios de grado en universidades extranjeras, muchos de ellos dentro del programa del Instituto para la formación de investigadores y con el apoyo de becas de la UNAM.
Cuenta con egresados de las siguientes universidades: Universidad Nacional Autónoma de México, Columbia University, Indiana University, Stanford University, University of Minnesota, University of Oxford, University of London, University of Cambridge, Harvard University, Princeton University, Universität Konstanz, entre otras.

## Actividades
El personal académico participa en la formación de recursos humanos para la investigación y la docencia, así como en la elaboración de planes y programas de estudio de nivel medio superior, superior y de posgrado en todo el territorio mexicano. Además coopera con la labor docente de las facultades y escuelas de la UNAM, en particular, con la Facultad de Filosofía y Letras. Imparte diversos cursos en la licenciatura en filosofía de dicha facultad, asesora múltiples tesis y hoy día es corresponsable junto con ella del Posgrado en Filosofía y del Posgrado en Filosofía de la Ciencia.
El Instituto cuenta con un programa para la formación del personal académico, que se basa en la iniciación en la investigación de estudiantes asociados al IIF. El programa contempla la participación de los estudiantes en las diversas actividades académicas que organiza, tales como seminarios, simposios, conferencias y cursos de investigadores invitados, así como la realización de seminarios de estudiantes.
Desarrolla diversos proyectos de investigación colectivos, donde participan tanto miembros del Instituto como profesores, investigadores y estudiantes de diversas instituciones de enseñanza superior y de investigación dentro y fuera de la UNAM.

## Biblioteca "Eduardo García Máynez"
Los orígenes de la misma se remontan, sin duda, al año 1940, cuando en el mes de agosto el doctor Eduardo García Máynez, en ese entonces director de la Facultad de Filosofía de la UNAM, estimó conveniente proponer, junto con un grupo de profesores de filosofía, la creación del Centro de Estudios Filosóficas. El acervo bibliográfico registra más de 34 mil títulos y más de 43 mil volúmenes y resguarda la colección de revistas especializadas en filosofía más importante del mundo de habla hispana con 347 títulos vigentes. En la Biblioteca están disponibles los fondos documentales de los filósofos: José Gaos. Samuel Ramos. Luis Villoro. Emilio Uranga. Ernesto Scheffler. Eli de Gortari.